# 마이애미 말린스
마이애미 말린스(영어: Miami Marlins)는 미국 플로리다주 마이애미를 연고지로 하는 프로 야구 팀이다. 메이저 리그 내셔널 리그 동부 지구 소속이다.
콜로라도 로키스와 함께 후발주자로 1993년에 창단하였고, 1997년, 2003년 월드시리즈(World Series) 우승 팀이다.
뉴욕 양키스(New York Yankees)를 제외하고 가장 단시간 안에 2번째로 월드시리즈 우승을 차지한 팀이기도 하다.
또한 이 팀은 메이저 리그 역사상 유일하게 와일드 카드로만 두 번 플레이오프에 진출해서 두 번 다 우승한 팀으로, 지구우승이 없지만 리그 우승이 두 번 있는 건 그 때문이다.
미술수집상인 제프리 로리아가 현재 구단주로 있으며, 감독으로는 프레디 곤잘레스, 단장으로는 마이클 힐이 있으며 야구운영팀장으로는 래리 바인페스트가 있다. (직책상의 단장은 마이클 힐이지만, 실제 단장 역할은 바인페스트가 모두 하고 있다.)
콜로라도가 지난 95년에 포스트 시즌에 진출한 데에 자극을 받아 말린스는 97년에 마이애미 출신의 투수 알렉스 페르난데스, 내야수 보비 보니아, 외야수 모이스 알루 등 내로라 하는 자유계약선수들을 돈으로 끌어 모았다.
흔히 '말린스의 기적' 이라고 불리는 두 번의 우승은 많은 공통점을 지니고 있는데, 97년과 2003년 둘다 당시 와일드 카드로 월드 시리즈에 진출하여 우승했고, 베테랑 선수들과 루키계약을 맺고 있던 선수들의 대활약으로 우승했다는 것이다.
97년의 말린스 팀의 주축이 베테랑 위주였다면, 2003년에는 신예들이 위주였으며, 특히 이 차이는 투수력에서 많은 차이가 났다.
또한 특이한 점은 97년의 겨울에 있었던 이른바 '대방출' 사건으로, 이는 말린스 주력 선수들의 재계약들이 (재계약과 메이저 리그 계약)이 이 겨울에 몰려있었던 것으로, 연봉이 기하급수적으로 늘어날 것을 두려워한 구단주에 의해 대부분의 주력선수들이 유망주와 맞트레이드되는 조건으로 다른 구단으로 팔려나가게 된다.
이 현상은 2003년에도 어느 정도 지속되었고, 이 '대방출'은 2008년 초에 이루어진 돈트렐 윌리스와 미겔 카브레라, 이 두 선수를 디트로이트 타이거스에 유망주 6명을 받고 트레이드한 것으로 다시금 마무리되었다.
2008년 3월 31일 말린스 팀 연봉은 뉴욕 양키스 선수들인 알렉스 로드리게스나 제이슨 지암비 선수의 개인 연봉보다 적은 것으로 밝혀졌다. 대한민국 야구팬들에게는 한국인 1호 타자 메이저리거 최희섭(전 KIA 타이거즈)과 김병현(전 KIA 타이거즈)가 뛰었던 팀으로 잘 알려져 있다.
2012시즌부터 팀명을 마이애미 말린스로 변경하고 홈구장도 말린스 파크(2011년 11월 11일에 개장한다.)로 옮겼으며 이에 앞서 2006년 초 라스베이거스 샌안토니오 포틀랜드 노퍽 북부 뉴저지 이전설이 있었으나 무산됐다.

2019시즌엔 팀 로고, 유니폼, 경기장을 새롭게 바꾸었고 팀 색상도 주황색 대신 파란색으로 바뀌었다.

## 역대 주요 선수
- 아모리 가르시아
- 존 갈
- 김병현
- 라이언 뎀스터
- 핸리 라미레스
- 존 레스터
- 에드가 렌테리아
- 이반 로드리게스
- 비니 로티노
- 카를로스 리
- 데릭 리
- 랜디 메신저
- 데니 바티스타
- 릭 반덴허크
- 마크 벌리
- 조시 베켓
- 히스 벨
- 크리스 볼스테드
- 두에인 빌로우
- 케빈 브라운
- 엔리케 에르난데스
- 오마 인판테
- 크리스 세든
- 게리 셰필드
- 지안카를로 스탠튼
- 크리스티안 옐리치
- 웨스 오버뮬러
- 파블로 오즈나
- 대런 올리버
- 로스 울프
- 돈트렐 윌리스
- 오마 인판테
- 라이언 잭슨
- 조시 존슨
- 최희섭
- 호르헤 칸투
- 헤수스 타바레스
- 맷 트레이너
- 브래드 페니
- 호세 페르난데스
- 데이비드 펠프스
- 마이크 피아자
- 후안 피에르
- 잭 필립스
- 빌리 홀

## 영구 결번
- #16 호세 페르난데스
- #42 재키 로빈슨 (전 구단 공통)

## 역대 한국인 선수
(말린스 시절 등번호, 포지션, 말린스 소속이던 시즌)
- 최희섭 - 25번, 내야수, 2004년
- 김병현 - 23번/38번/49번, 투수, 2007년